# Estación de ferrocarril de Vladivostok
La estación de ferrocarril de Vladivostok (en ruso: железнодорожный вокзал Владивостока) es la principal estación de ferrocarril de Vladivostok, en el Lejano Oriente de Rusia. La estación es, además, la última parada del Transiberiano.

## Historia
El autor del proyecto fue el arquitecto E. Basilevsky, que participó en la colocación de la primera piedra de la construcción de la estación, que fue inaugurada el 2 de noviembre de 1893 con la ruta de Vladivostok - Ussuriysk. Inicialmente se trataba de un edificio de piedra, cubierto con un techo de hierro en medio de un piso en los bordes. Los pisos del edificio fueron cubiertos con tejas de arcilla japoneses que se conservan en la actualidad. En 1912 la estación de Vladivostok fue ampliada y renovada a imagen de la estación de Yaroslavl.

## Galería de imágenes

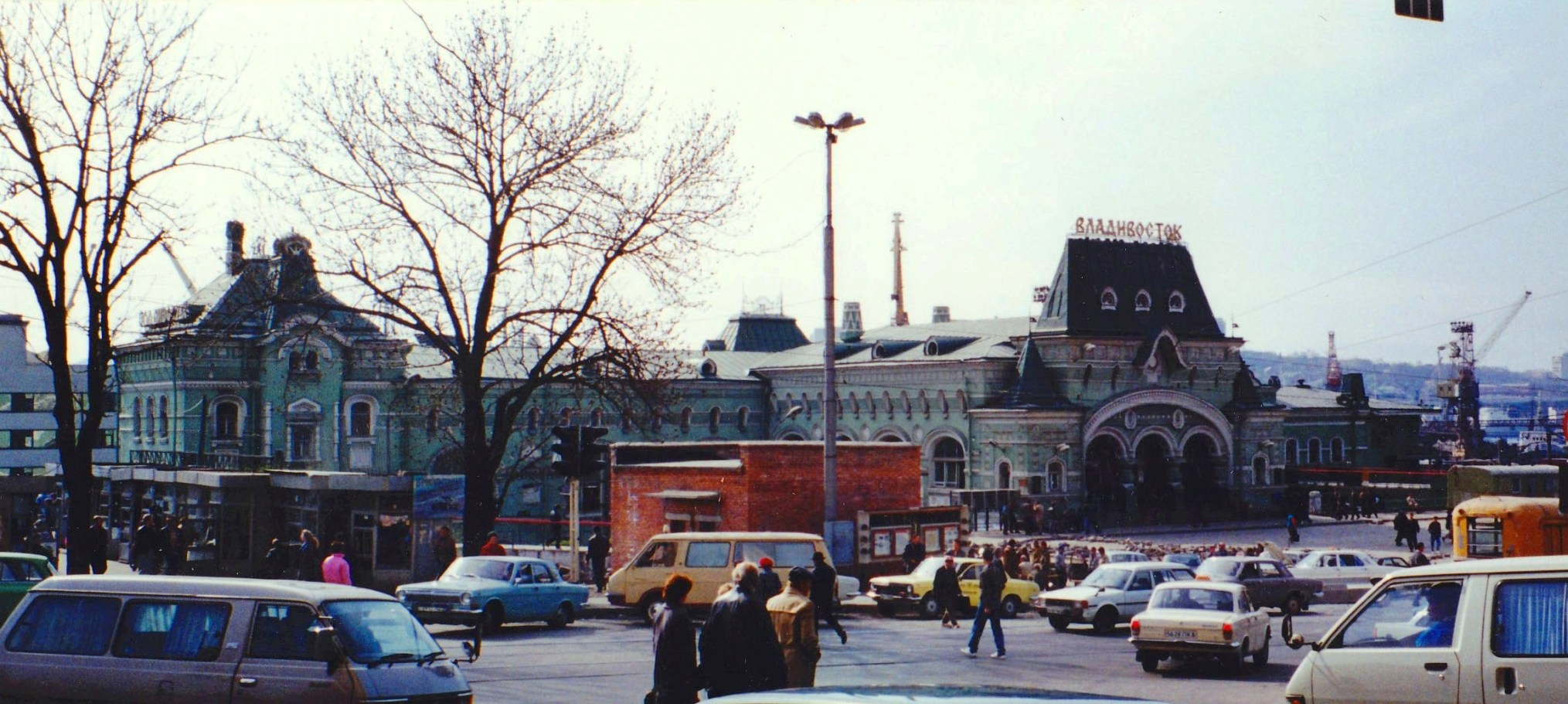
La estación en 1992.
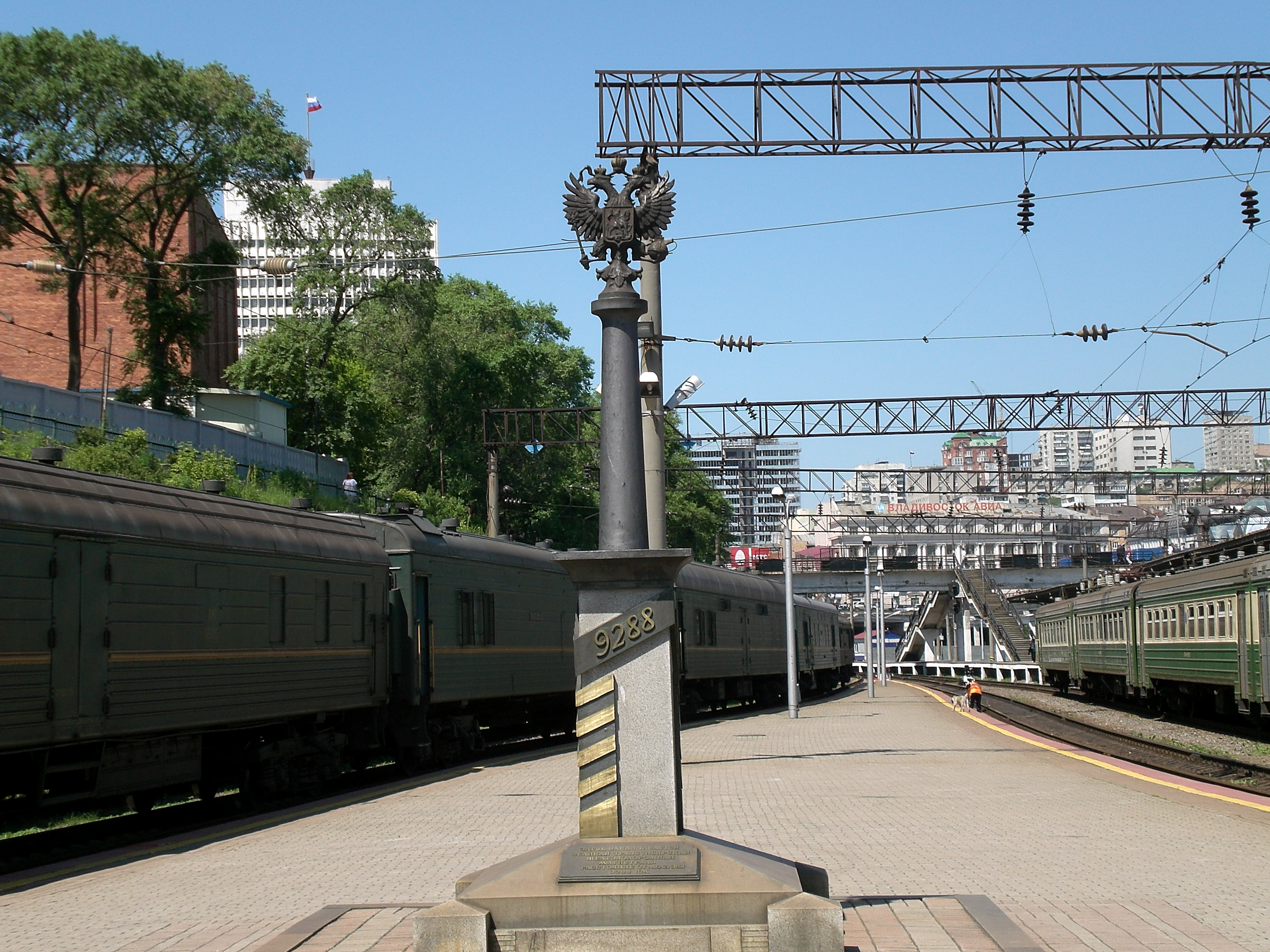
Monolito señalando el km 9288 del Transiberiano en la estación.
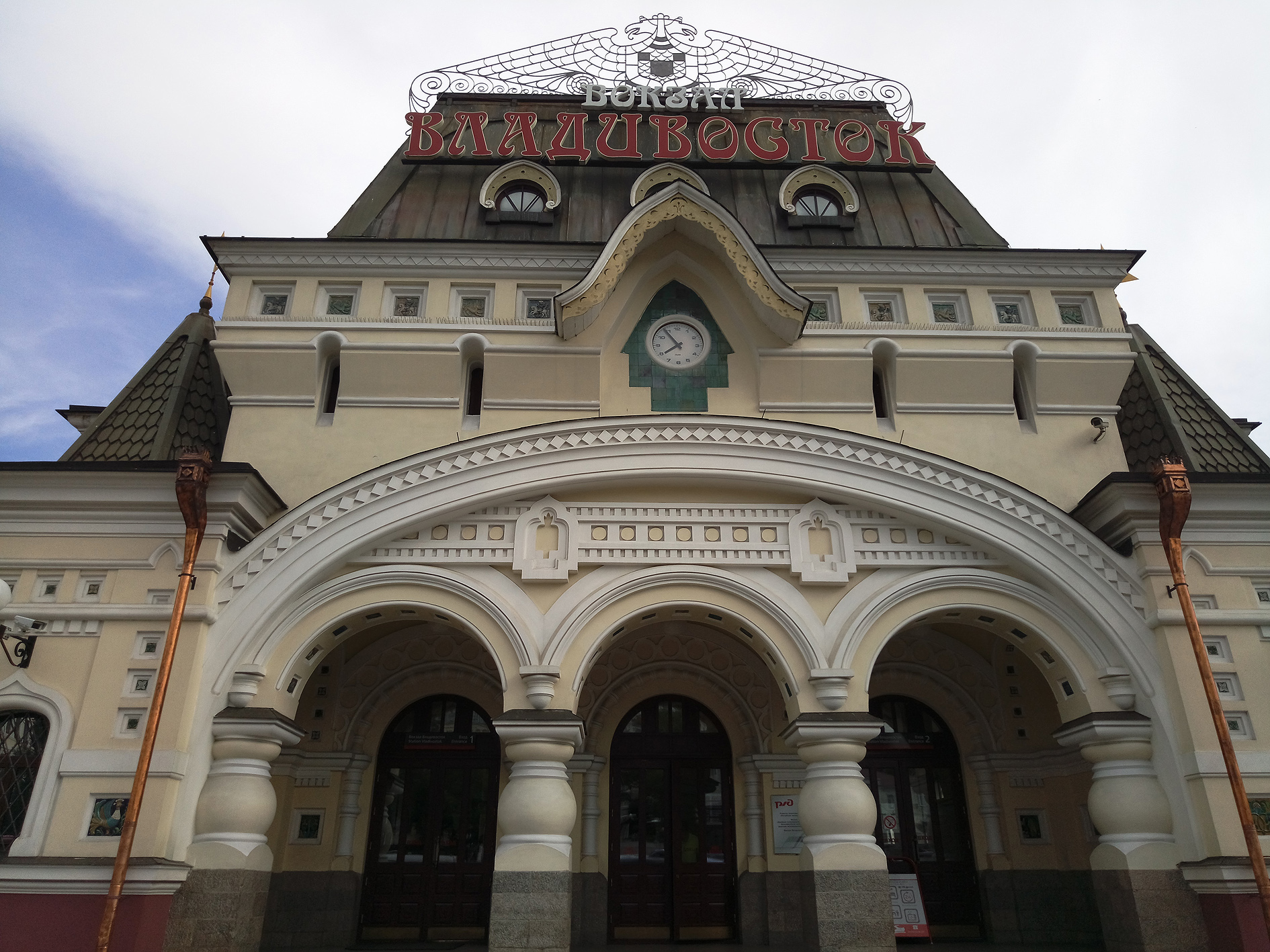
Detalle de la fachada.
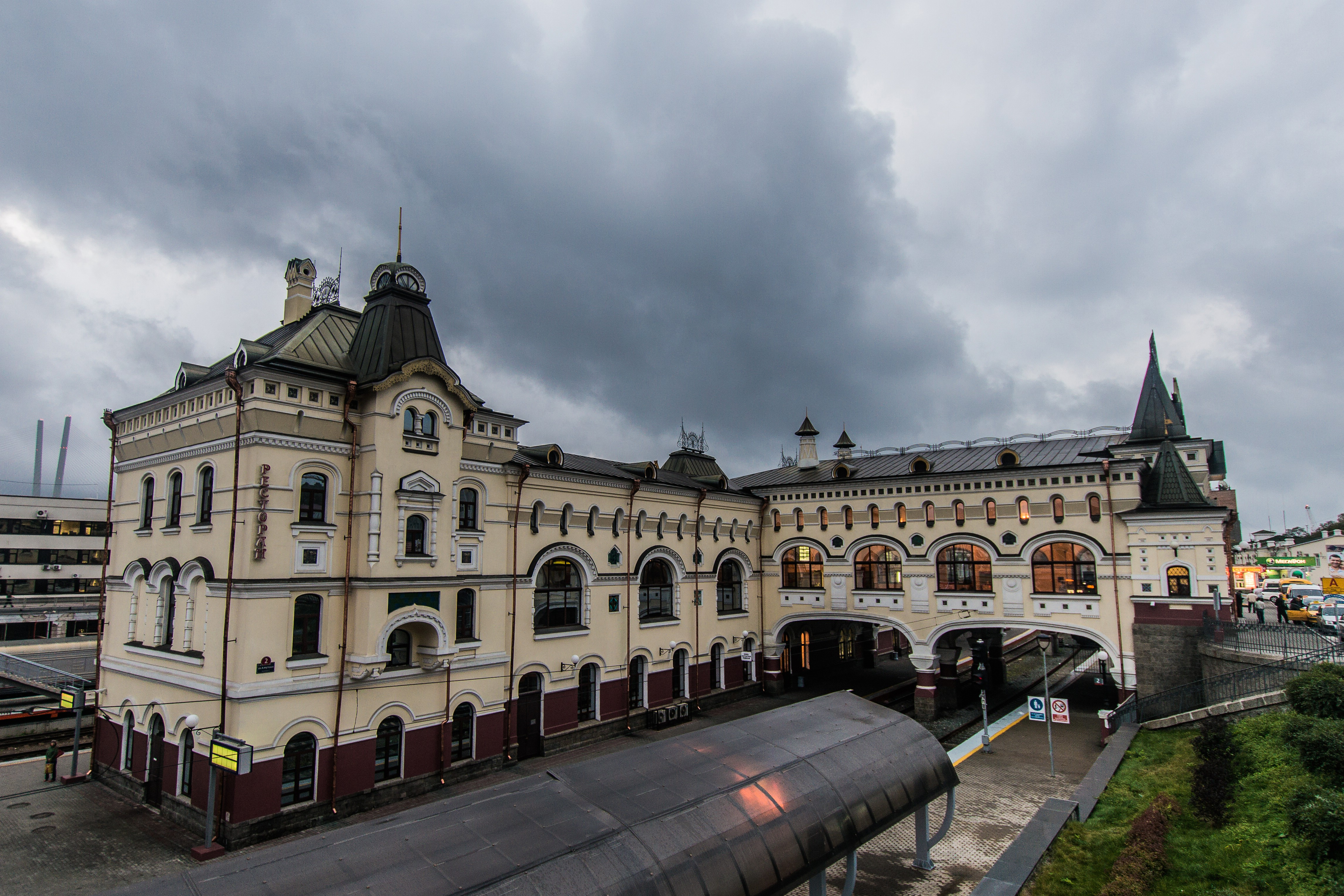
Vista general.